# Shamai
Shamai, o Ancião (50 a.C. — 30 d.C.) um dos principais sábios tanaítas primitivos (do Segundo Templo) da Mixná. Foi ao lado de Hillel o último zugot, dos estudiosos que dirigiram o Sinédrio (Sanhedrin) o órgão legislativo e a Alta Corte (Bet Din) o órgão executivo.

## Sua vida
Pouco se sabe sobre a vida de Shamai. Apenas que; ele se tornou av-bet-din depois que Menahem, o Essênio, renunciou ao cargo de vice-presidente do Grande Sinédrio, na mesma época em que Hilel foi nasi.
Associado na Tradição Judaica como tendo um temperamento pouco tolerante, faltava-lhe a gentileza e a incansável paciência que tanto o distinguia de Hillel. 
Certa vez, quando um pagão veio a ele e pediu para ser convertido ao judaísmo sob condições que Shammai considerava impossíveis, ele afastou o pretendente; enquanto Hillel, por sua maneira gentil, conseguiu convertê-lo.
No entanto, Shamai não era de forma alguma um misantropo. Ele mesmo parece ter percebido as desvantagens de seu temperamento violento; daí ele recomendou uma atitude amigável para com todos. Seu lema era:(ensinamento em Pirkei Avot.)
Faça do estudo da Lei sua principal ocupação; fale pouco, mas realize muito; e receba todo homem com um semblante amistoso. 
Ele era modesto até mesmo para seus alunos. Em suas visões religiosas, Shamai era rigoroso ao extremo. Ele queria que seu filho, ainda criança, se conformasse à lei quanto ao jejum no Dia da Expiação; e ele foi dissuadido de seu propósito somente pela insistência de seus amigos. Certa vez, quando sua nora deu à luz um menino na Festa dos Tabernáculos, ele rompeu o teto da câmara em que ela estava deitada para fazer uma sucá dele, para que seu neto recém-nascido pudesse cumprir a obrigação religiosa do festival. Algumas de suas declarações também indicam sua rigidez no cumprimento dos deveres religiosos.
Em Sifre, Deut. diz-se que Shamai comentou exegeticamente sobre três passagens da Escritura. Esses três exemplos de sua exegese são: 
1. A interpretação de Deut. xx. 20;[12]
2. O de II Sam. xii. 9;[13]
3. A interpretação de Lev. XI. 34, que é dado anonimamente em Sifra na passagem, mas que é a base para o Alacá de Shamai transmitido em 'Orlah ii. 5, ou então a interpretação do Ex. xx. 8 (Lembre-se do sábado), que é dado em Mekilta, Yitro, 7 (ed. Weiss, p. 76b) em nome de Eleazar b. Ananias,[14] mas que deve ter se originado de Shamai, com o costume de se preparar para o sábado.[15]

Shamai fundou uma escola própria, que diferia fundamentalmente da de Hillel; e muitos dos ditos de Shamai provavelmente estão incorporados naqueles proferidos em nome de sua escola. Suas disputas com Hilel e as disputas posteriores entre a escola de Shamai e a escola de Hilel são citadas em Pirkei Avot como sendo argumentos para o Céu; isto é, argumentos cujo único propósito era determinar a verdade. 
Isto é contrastado com o argumento de Qorah com Moisés, que Qorah iniciou por razões de honra pessoal. Além disso, embora suas disputas em matéria de Lei da Torá fossem acatadas com grande veemência, elas nunca se tornaram em feudos como no sul antigo, onde os argumentos eram resolvidos com armas; pelo contrário, essas academias se regozijavam com as Ximhot (pl. [ocasiões] felizes, plural de Ximhá Feliz) de cada um, prontamente se casavam umas com as outras.